# Intersektionalität
Intersektionalität (von englisch intersection „Schnittpunkt, Schnittmenge“) beschreibt die Überschneidung und Gleichzeitigkeit verschiedener Formen von Diskriminierung gegenüber einer Person in der gesellschaftlichen Realität. Forschende, die die Kategorie Intersektionalität in ihre Arbeiten integrieren, berücksichtigen diesen Sachverhalt. Das aus dem Schwarzen Feminismus stammende Konzept der Intersektionalität war von Anfang an nicht ausschließlich akademische Theorie, sondern stets auch „kritische und durchaus politische Praxis für soziale Gerechtigkeit“.

## Definition

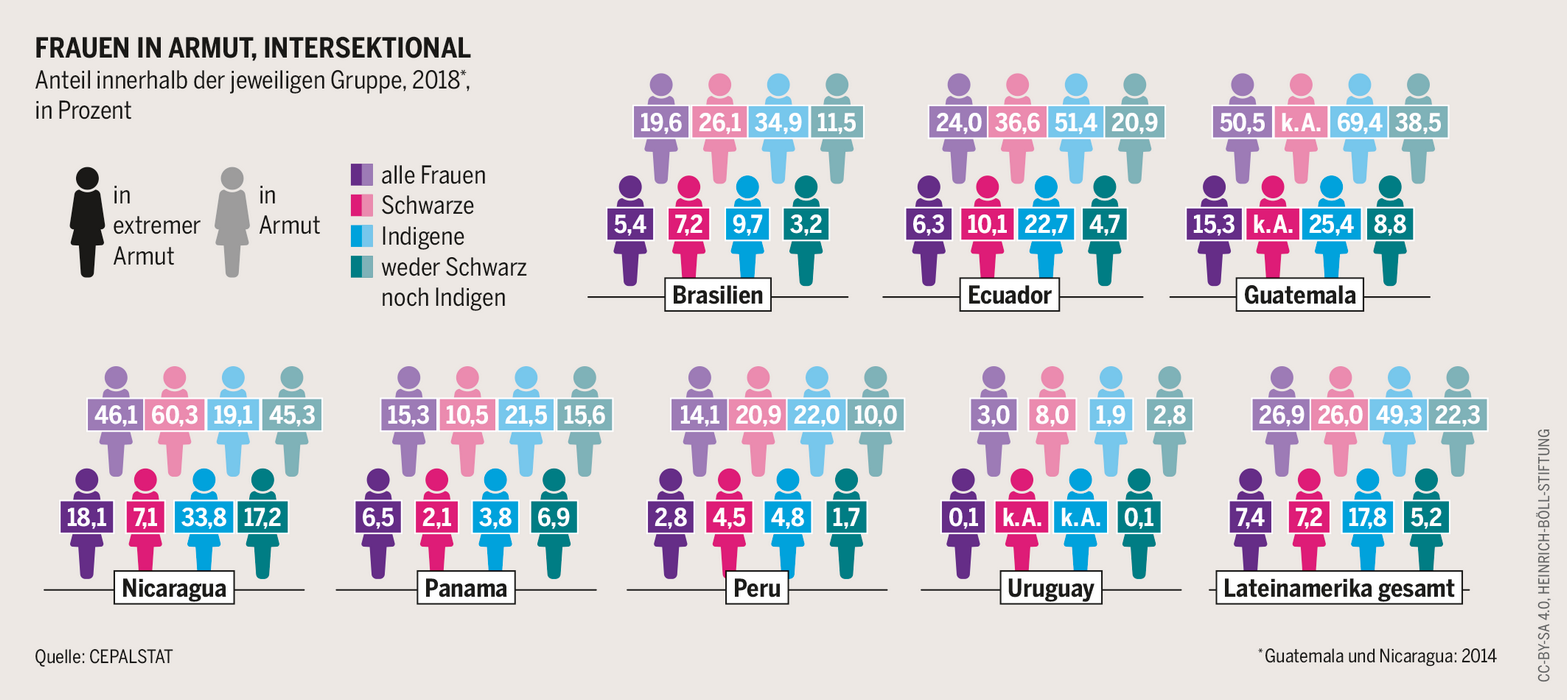
Infografik der Heinrich-Böll-Stiftung zu Armut und Intersektionalität in Lateinamerika

Bei der Anwendung der Kategorie Intersektionalität geht es um Diskriminierungsformen wie Rassismus, Antisemitismus, Sexismus, Antifeminismus, religiöse Verfolgung, Homophobie, Transphobie, Behindertenfeindlichkeit/Ableismus und Disablismus, Altersdiskriminierung oder Klassismus. Sie erscheinen nicht als isoliert voneinander (als Mehrfachdiskriminierung), sondern werden in ihren Interdependenzen und Überkreuzungen (englisch intersections) betrachtet. Sie addieren sich nicht nur in einer Person, sondern führen zu eigenständigen Diskriminierungserfahrungen. So wird beispielsweise ein gehbehinderter Obdachloser gegebenenfalls nicht nur als Obdachloser und als Gehbehinderter diskriminiert, sondern er kann auch die Erfahrung machen, als gehbehinderter Obdachloser diskriminiert zu werden, d. h. er erfährt unter Umständen Formen der Diskriminierung, die weder ein nichtbehinderter Obdachloser noch ein (Geh-)Behinderter mit festem Wohnsitz erfahren könnte. Der Fokus liegt also auf den Wechselbeziehungen der Diskriminierungskategorien.
Intersektionalität dient der Analyse von kulturellen und gesellschaftlichen Machtverhältnissen in den Geistes-, Kultur-, Rechts- und Sozialwissenschaften, häufig mit dem Ziel, soziale Gerechtigkeit zu fördern. Das aktuelle (2020) Erkenntnisinteresse in der Intersektionalitätsforschung gilt der Entstehung individueller Mehrfachidentitäten und der (Macht-)Dynamik, die sich durch das Zusammenwirken verschiedener Diskriminierungsformen ergeben.
Mit Hilfe der Anwendung der Kategorie Intersektionalität können auch historische Konflikte analysiert werden. Allerdings brachte die deutschsprachige Geschichtswissenschaft erst seit den 2010er Jahren dem Prinzip der Intersektionalität verpflichtete Studien hervor.

## Entwicklung der Intersektionalitätstheorie

### Geschichte in den USA

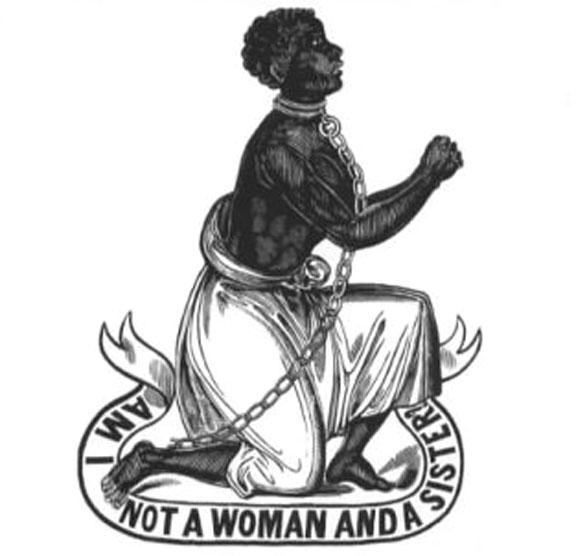
Am I not a woman and a sister?, „Bin ich nicht eine Frau und eine Schwester?“

Gegen Ende der 1960er Jahre wurde in den USA vehementer im Umfeld einer feministischen Bewegung schwarzer Frauen die sogenannte „re-visionist feminist theory“ vertreten. Die besondere Situation schwarzer Frauen war aufgrund von rassistischer Diskriminierung kaum wahrgenommen worden. In den 1980er und 1990er Jahren wurde bereits die Verknüpfung der drei großen Unterdrückungsformen „Race, Class und Gender“ (ethnische, klassenspezifische und sozialgeschlechtliche Gruppenzugehörigkeit) in der Triple-Oppression-Theorie diskutiert.
Ende der 1980er Jahre machte die amerikanische Juristin Kimberlé Crenshaw die Erfahrung, dass es in der Rechtsprechung ihres Landes zu Fällen von Diskriminierung Lücken gab. Crenshaw bezieht sich vor allem auf den Fall DeGraffenreid v. General Motors. Hier wertete in den 1970er Jahren ein Gericht die Tatsache, dass General Motors im Rahmen einer Massenentlassung fast alle schwarzen Arbeiterinnen entlassen hatte, weder als rassistische noch als geschlechtsspezifische Diskriminierung und begründete dies damit, dass schwarze männliche Arbeiter von der Kündigung ebenso wenig betroffen waren wie weiße Arbeiterinnen. Das Gericht bewertete also den Vorwurf, das Unternehmen handele rassistisch und sexistisch, als nicht haltbar, da beide Vorwürfe getrennt voneinander zu bewerten seien. Angesichts dieser Rechtslage hätten schwarze Frauen, bei denen sich die Diskriminierungsmechanismen aufgrund ihrer Hautfarbe und ihres Geschlechts kreuzten, bis zu Crenshaws Vortrag keine Möglichkeit gehabt, sich einen Arbeitsplatz einzuklagen. Der von Crenshaw ins Spiel gebrachte Begriff „Intersectionality“ (oder auch „Intersectional Analysis“) bietet eine Lösung für den genannten Fall und vergleichbare Fälle an. Intersektionalität gilt als „Signum des Third Wave-Feminismus“.
Zu den Wegbereiterinnen der nordamerikanischen Intersektionalitätsforschung zählen des Weiteren Iris Marion Young und Martha Minow. Sie zeigen in ihren Analysen, dass gruppenbezogene Identitätspolitiken wichtige Impulse zur Überwindung gesellschaftlicher Diskriminierung marginalisierter Gruppen lieferten, die Ausblendung der Differenzen innerhalb der Gruppen jedoch dazu führten, dass die Black-Consciousness-Bewegung in den USA einseitig von schwarzen Männern, die Frauenbewegung hingegen von weißen Frauen des bürgerlichen Spektrums dominiert würden. Hier wie da blieben die spezifischen Lebenslagen und Diskriminierungserfahrungen schwarzer Frauen ausgeblendet. In der Intersektionalitätsforschung wird von mehr als zehn verschiedenen Diskriminierungsformen in einer Person ausgegangen.

### Geschichte in Deutschland
Erste Kritik an der Eindimensionalität der feministischen Bewegung gab es schon in den 1930er Jahren. So wies Clara Zetkin, eine Vertreterin der kommunistischen Frauenbewegung, auf den grundlegenden Zusammenhang von Geschlecht und Klasse hin. Gleichzeitig kritisierte sie, dass die damalige Frauenbewegung nur auf die Interessen bürgerlicher Frauen einging. Eine tatsächliche Befreiung aller Frauen könne jedoch erst dann stattfinden, wenn die Klassensklaverei abgeschafft sei.
Ein weiteres Beispiel ist die Intervention von Frauen mit Behinderung während der Debatten um den § 218 StGB in den 1970er und 1980er Jahren. Während ein Großteil der Feministinnen unter „Mein Körper gehört mir“ verstand, endlich selbst entscheiden zu wollen, ob sie eine Schwangerschaft beenden und abtreiben könnten, verorteten sich Frauen mit Behinderung in anderer Hinsicht unter diesem Slogan. Wesentlich weniger häufige Themen wie die weit verbreitete Praxis der Sterilisierung behinderter Mädchen und junger Frauen, wie sie bis zum Betreuungsgesetz 1990 ohne wirkliche Einwilligung der Betroffenen möglich war, oder das Problem gesundheitlicher Risiken für Frauen aus verarmten Ländern bei der Erprobung neuer Verhütungsmethoden wurden wesentlich seltener skandalisiert oder bekämpft. Die Rechtswissenschaftlerin Julia Zinsmeister hat 2007 am Beispiel dieser und anderer aktueller spezifischer Diskriminierungserfahrungen behinderter Frauen erstmals die rechtliche Behandlung intersektionaler Diskriminierungen in Deutschland untersucht.
Die schwarze und jüdische deutsche Frauenbewegung ist bereits als intersektional zu bezeichnen, noch bevor es den Begriff der Intersektionalität überhaupt gab. Hier wurde auch in der Bundesrepublik Deutschland bereits in den 1980er Jahren Rassismus, Antisemitismus, Klassenverhältnis und Geschlechterverhältnis (Sexismus) zusammengedacht.
Weitere Schritte hin zu einer intersektionalen Analyse lieferten poststrukturalistische Ansätze und die Queer-Theorie, die beide seit den 1990er Jahren Teile feministischer Theorie sind. Auch im 21. Jahrhundert ist das Mitbedenken intersektionaler Wirkmechanismen nicht selbstverständlich. So wurde z. B. die enge Verstrickung, welche Rassismus mit Sexismus hat, erstmals 2001 auf der Weltkonferenz gegen Rassismus in Durban thematisiert.
Im Prozess der Diskriminierung könne es zu einer Interaktion von Differenzlinien kommen und damit zur intersektionalen Identität. In diesem prozessorientierten Ansatz wird Diskriminierung als ein „Produkt der sozialen Konstruktion von Identität, die in einem sozialen, historischen, politischen und kulturellem Kontext“ stehe, verstanden.

### Aktuelle Theoriedebatten
Über die Anzahl der zu berücksichtigenden Kategorien gibt es große Diskussionen zwischen Geisteswissenschaftlern, die sich mit dem Thema beschäftigen. So plädiert die Philosophin Cornelia Klinger für einen „Kurswechsel in der Intersektionalitätsdebatte“ und geht von den drei Kategorien „Rasse“, Klasse und Geschlecht aus, da diese „das Grundmuster von gesellschaftlich-politisch relevanter Ungleichheit“ ausmachten, weil „Arbeit und zwar namentlich körperliche Arbeit ihren Existenzgrund und Angelpunkt“ ausmachten. In diesem Sinn argumentieren auch Christopher Sweetapple, Heinz-Jürgen Voß und Salih Alexander Wolter in ihren auf Intersektionalität fokussierten Publikationen. Nina Degele und Gabriele Winker dagegen nahmen in einer Publikation von 2007 noch die Kategorie Körper hinzu. „Denn sowohl Alter wie körperliche Verfasstheit, Gesundheit und Attraktivität“ seien immer bedeutsamer geworden und entschieden über die Verteilung von Ressourcen. Helma Lutz und Norbert Wenning dagegen haben 14 Kategorien der Differenz behauptet: Diese sind Gender, Sexualität, Race/Hautfarbe, Ethnizität, Nationalität/Staat, Kultur, Klasse, Gesundheit, Alter, Sesshaftigkeit/Herkunft, Besitz, Geographische Lokalität (West/Rest), Religion (religiös/säkular), gesellschaftlicher Entwicklungsstand (modern/traditionell). Andre Gamerschlag hat 2011 mit der Aufnahme intersektionaler Studien im Bereich der Human-Animal Studies auch die Kategorie Spezies in seine Intersektionalitätsphilosophien mit einbezogen.
Im Allgemeinen Gleichbehandlungsgesetz (AGG), das 2006 in Deutschland in Kraft trat, wurde mit § 4 eine Regelung zur Diskriminierung wegen mehrerer Gründe aufgenommen. Die Antidiskriminierungsstelle des Bundes hatte zwei Expertisen in Auftrag gegeben, die Auskunft über Erscheinungsformen, Wirkungsweisen und deren rechtliche Bewertung nach dem AGG liefern sollten.
Besonders Juristen beschäftigen sich mit der Aufarbeitung von Ereignissen, vor allem Straftaten, und den ihnen zugrunde liegenden Verhältnissen.
In diesem Zusammenhang bezeichnet Ralph Wilde intersektionale Justizarbeit im internationalen Kontext „als Grundpfeiler in der internationalen (Straf-)Justizarbeit“.

## Kritik
Die Geschlechterforscherin Birgit Sauer bezeichnet Intersektionalität als ein für öffentliche Kritik „schillerndes Angriffsziel“. Kritik wird häufig an der beinahe ontologischen „Essenzialisierung“ der Gruppen durch feststehende, allgemeingültige und hierarchisch geordnete Kategorien der Unterdrückung geübt. Der Intersektionalitätsbegriff suggeriere außerdem, insbesondere in Zusammenhang mit kritischen Theorien, starre gesellschaftliche Strukturen.
Der Behauptung, Anhänger des intersektionalistischen Ansatzes bei der Analyse und Bekämpfung von Diskriminierung neigten generell zu einer essentialistischen Denkweise, widersprach Emilia Roig: Personenbezeichnungen beruhten generell auf Konstrukten. „[U]nsere Identitäten [sind] sozial, historisch und politisch konstruiert […].“ Es seien „eben keine ‚natürlichen‘, biologischen Eigenschaften“. Zudem gebe es im Hinblick auf die Kategorie „Herkunft“ oft innerhalb einer bestimmten Person „widersprüchliche“ Merkmale. So sei z. B. einer der Großväter Roigs ein „nationalistisch und rassistisch agierende[r]“ weißer Mann gewesen.
Der Erziehungswissenschaftler Jürgen Budde kritisiert, dass die Unterdrückungskategorien oft zu einem Wettbewerb um die größtmögliche Benachteiligung aufaddiert werden. Bei Sozialstrukturanalysen könne man sich auf wenige Kategorien und auf die Aspekte struktureller oder institutioneller Gewalt konzentrieren. Bei der Analyse subjektiver Differenzkonstruktionen im Verlauf biographischer Prozesse hingegen könne man die Kategorien im Vorfeld nicht fest definieren. Budde konstatiert, dass es dem Konzept der Intersektionalität an einem geschärften Machtbegriff auf der Mikroebene mangelt. Um analysieren zu können, wie sich Machtverhältnisse auf die Bildung von Identitäten auswirken, müsse Macht nicht als an einen handlungsmächtigen Agenten gebunden vorgestellt werden; sie könne vielmehr aus jeder Richtung her kommen. Sowohl durch Herrschaftspraktiken als auch durch Diskurse werden soziale Positionierungen auf allen Ebenen der Intersektionalität hergestellt, doch ob sich Identitäten gerade an den Schnittstellen bilden, sei fraglich. Judith Butler kritisiert, dass die Kategorisierungen eines Subjektes nie vollständig sein könnten: „[a]uch Theorien feministischer Identität, die eine Reihe von Prädikaten wie Farbe, Sexualität, Ethnie, Klasse und Gesundheit ausarbeiten, setzen stets ein verlegenes ‚usw.‘ an das Ende ihrer Liste (…) doch gelingt es ihnen niemals, vollständig zu sein.“
Insbesondere der Weiterentwicklung des Konzepts der Intersektionalität zu einem prozessorientierten Interdependenzansatz stehen bereits im Forschungsprozess erhebliche Probleme im Wege. Das beginnt bei der Gestaltung standardisierter Erhebungsinstrumente, z. B. bei Fragen wie „männlich/weiblich?“. Auch bleibt fraglich, wie die Ergebnisse dieses Ansatzes außerhalb der Biographiearbeit praktische Anwendung finden können, da alle politisch gesetzten Kategorien, die im AGG aufgezählt werden, modifiziert werden müssten, um der Komplexität der Lebensrealitäten und den daraus resultierenden Diskriminierungsmechanismen juristisch gerecht zu werden.
Die US-amerikanische Philosophin Nancy Fraser hält das heutige Verständnis von Intersektionalität für verkürzt. Die Intersektionalität beschreibe Vorherrschaft lediglich, aber sie erkläre sie nicht. Um die Ursachen der „überkreuzenden Herrschaftsformen“ (u. a. männliche und weiße Vorherrschaft) zu verstehen, brauche es „ein erweitertes Verständnis des Kapitalismus und der drei Formen der Arbeit [ausgebeutet, enteignet, domestiziert].“
Nana Adusei-Poku warnt vor der politischen Instrumentalisierbarkeit des intersektionalen Ansatzes. Typisch für solche Instrumentalisierungen sei es, dass bei Besprechungen der Situation einzelner vielfach diskriminierter Menschen nur bestimmte Diskriminierungsformen erwähnt würden. Als Beispiel nennt Adusei-Poku den Streit um Kopftuch tragende Lehrerinnen in Deutschland. Regelmäßig werde in Diskussionen ausgeblendet, dass in diesem Zusammenhang der entscheidende Aspekt nicht darin bestehe, dass „unterdrückten“ muslimischen Frauen geholfen werden solle, sondern dass die Kopftuchträgerinnen, um die es gehe, nicht Putzfrauen, sondern Lehrerinnen seien. Diesen werde weniger Freiraum bei der Befolgung der Normen ihrer Religion zugestanden als muslimischen Frauen, die „niedere Arbeiten“ ausführen.